# Alto Harz
L'Alto Harz (in tedesco Oberharz) si riferisce alla parte nord-occidentale e più alta della catena montuosa dell'Harz in Germania.
I confini esatti di questa regione geografica possono essere definiti in modo diverso a seconda del contesto. In senso storico-geopolitico, con il termine Alto Harz ci si riferisce l'area che 
copre le città minerarie storiche (Bergstädte) di Clausthal-Zellerfeld, Sankt Andreasberg, Altenau, Leutenthal e Wildemann nell'attuale stato federale tedesco della Bassa Sassonia.

## Descrizione
Orograficamente questa zona comprende i bacini idrografici dei torrenti montuosi quali il Söse, l'Innerste, il Grane, l'Abzucht e del fiume Oker.
Qui si trova anche l'antico sistema idrico dell'Oberharz, che è riconosciuto come patrimonio dell'umanità nella lista UNESCO.
Gran parte della zona dell'Alto Harz è posta sopra i 700 metri sul livello del mare. In senso più ampio, comprende anche l'adiacente catena montuosa più alta salendo a oltre 1.100 m sul massiccio del Brocken.
Geograficamente, la divisione in Alto e Basso Harz si riferisce alla funzione dell'Harz come spartiacque naturale. La regione a ovest del punto più alto, il Brocken (1.141 m), drena nel Weser, a est nell'Elba. Già nel 1824, lo scrittore Heinrich Heine utilizza il Brocken come punto di divisione nel suo racconto Il viaggio nello Harz e nota che il lato orientale del Brocken è chiamato Unterharz (ossia "Basso Harz") in contrapposizione al lato occidentale dello stesso, che è chiamato Hochharz (ossia "Alto Harz"). Questa definizione estende l'Alto Harz "minerario" verso est, approssimativamente fino alla regione di confine con la Sassonia-Anhalt, in modo che anche l'area intorno a Braunlage possa essere annoverata nell'Alto Harz, così come le cime più alte.
L'area scarsamente popolata che si estende dal Brocken e dal Wurmberg fino alla frazione di Torfhaus e al Burchberg a ovest, a un'altitudine di oltre 800 m, viene spesso chiamata Hochharz. Comprende la parte più grande del Parco nazionale dell'Harz.